# 趙奢
趙奢（？—？），嬴姓，赵氏，名奢，中國戰國時代趙國將軍，因閼與之戰戰勝秦國，受封馬服君。《過秦論》譽為東方六國八名將之一。

## 早年
趙奢的早年生平不詳，一説為趙武靈王庶子。最初為戰國時代趙的田部官吏。由於不滿平原君家拒絕繳納租稅，趙奢按律治罪，前後殺死了其從事者九人。平原君大怒，要殺趙奢。趙奢則指平原君作為趙國宗室成員，如果縱容下人違反法律，只會令趙國法律的尊嚴蕩然無存，削弱趙國的國力，引起周邊諸國的窺視，亦指出平原君的命运跟趙國休戚與共，作為趙國貴冑應以身作則。平原君因此認為趙奢是賢才，向趙惠文王舉薦他為治理全國賦稅的總管。後來趙奢被任用做將軍，悉心治軍，對下嚴而和，凡有賞賜，必分給部屬。
据《战国策·赵策》記载，趙奢曾对平原君趙勝提過自己曾經亡命入燕，得到燕王信任，被任命为上谷守。
前280年（趙惠文王十九年），趙奢領兵攻齊國麥丘，取之。

## 閼與之戰
前269年（周赧王四十六年，赵惠文王三十年），秦國與趙國爆發閼與之戰，關於這場戰事的起因，有兩個說法：
1. 秦國伐韓，趙軍救韓所致。（《史記．廉頗藺相如列傳》）
2. 秦國攻取赵地3城（藺、離石、祁拔）后，赵國以公子郚为質子，并与秦签订以「焦、魏、牛狐」交换「藺、離石、祁拔」3城的协议，但趙惠文王反悔。秦昭襄王以赵國不履行协議为由。派衛胡易率大军攻赵國阏与。（《戰國策．趙策三．秦攻趙藺離石祁拔》）

趙惠文王急召廉頗、樂乘等老將詢問對策，他們一致認為道路過於遙遠，路狹難救，但趙奢獨排眾議，表示閼與地勢險狹，猶如兩鼠鬥於穴中，只要將士勇敢就可獲勝（「其道遠險狹，譬之猶兩鼠鬥於穴中，將勇者勝。」）。趙惠文王決定讓趙奢率軍救援閼與。
赵奢军出邯郸30里即筑垒扎营，按兵不动。並传令军中：「有敢于谈及军事者，一律斩首」，驻屯近28天之久，继续增强营垒防御，以隐蔽趙軍的作战企图。
秦军一部进屯武安（今河北武安西南）西面，击鼓呐喊，欲诱赵军援救武安，钳制赵军。赵奢立斩一名要求救援武安的士兵，不为秦军所动。
秦軍派細作潜入赵國軍营探听虚实，赵奢佯作不知，令属下让其任意活动，以麻痹秦军。秦細作把赵军情况告于衛胡易。衛胡易大喜，认为赵國援军懦弱，只想保住邯郸，阏与即可攻取，放松了对赵援军的戒备。赵奢遂率全军偃旗息鼓，疾驰两天一夜，赶到距阏与城50里处筑垒设营，佔了出奇制勝的優勢。秦军攻阏与不克，突然聽闻赵國援兵到来，仓卒分兵迎击，希望趁赵國援军立足未稳时擊敗它。赵奢采纳军士许曆建议，发兵万人抢占阏与北山高地，占据有利地形。秦军后到，攻山不下。赵奢乘势居高临下，猛击秦军。阏与守军也出城配合夾擊秦軍。秦军不支，死伤逃散过半，大败而归，阏与之围遂解。
閼與之戰後，趙奢被封於邯鄲的馬服城（今河北省邯鄲市西北），是為馬服君，獲得與廉頗、藺相如同等的地位，又封在閼與之戰立功的许曆为国尉。

趙奢有子趙括與趙牧。据《新唐書·宰相世系》記載， 由於趙奢受封「馬服君」，其子孫（趙牧之後）遂以「馬服」為姓，後改單姓「馬」。是馬姓的重要來源。

## 與田單論兵及趙用田單伐燕
據《戰國策》記載，閼與之戰后，齊國安平君田单曾与赵奢论兵。田单與趙奢的主張相反，認為兵士數目不應該太多，因為這樣會影响國內农耕，造成粮食供应和運輸困难，是「自破之道」，因為古代帝王的兵力不过三万，便可令天下諸候臣服，但赵奢每次用兵都一定達到十万、二十万之眾，這也是田單不服趙奢的地方。趙奢回應說，古代天下分为万国，最大的城不过三百丈，最多的人口不过三千家，用三万兵攻或守，對將帥來說沒有困难。可是古代萬國經歷互相兼併，只剩餘當世的戰國七雄，各國都能動員數十萬兵力，互相攻伐動輒出兵十萬以上進行持久作戰，三万兵力相比之下根本無法抗衡。況且當世各國千丈之城、万家之邑可謂比比皆是，以三万兵力包圍千丈之城，連城牆一角都不能圍得住，用在野戰亦不會足夠。他認為田單不只不曉得用兵，也不了解當下形勢。田单听了，感叹自己比不上趙奢。
后來，燕王封宋國人榮蚠為高陽君，攻擊趙國。趙王打算仿效燕王，以割讓濟東三城令廬、高唐、平原陵地五十七座城邑給齊國作條件，以換取齊國田單率領趙軍攻燕，平原君也同意這個做法，但卻遭到趙奢的反對，評論這種行徑猶如「覆軍殺將」。趙奢認為，趙國並不是沒有名將，以自己作例子，指出自己曾經擔任燕國的官職，熟知燕國地理和形勢，自己領兵伐燕比田單更適合。田單畢竟是齊國人，由於伐燕成功只會對趙國有利，趙國強大，則齊國無法再成就霸業，作為齊國人的田單不致於做出這樣愚蠢的事情，反而會使趙、燕進入消耗戰，藉此削弱兩國軍力。不過平原君没有听赵奢的意見。前265年（趙孝成王元年），田單率領趙軍攻取燕中陽，又攻取韓注人。《戰國策》記載田單最終只攻占了三座城市，没有一座面積超过三百平方丈。二年，田單為趙相。

## 對兒子趙括之評價
趙奢生子趙括，自少受趙奢影響學習兵法，以為天下沒有人的兵法比得上自己，趙奢與他討論兵法也難不倒他。但趙奢並不認為趙括善於作戰，並對趙括母親評價兒子說：「用兵作戰，是生死攸關的大事，但趙括竟然把它說成是容易的事。假如趙國不任命趙括為將領也就算了，若一定要他領兵作戰，使趙軍大敗的一定是他了。」趙奢死後，趙括為將，轉守為攻，果然在長平之戰大敗於秦軍，為秦軍所殺。